# NGCC Alfred Needler
Le NGCC Alfred Needler est un navire de recherche hauturier sur les pêches exploité par la Garde côtière canadienne. Le navire est entré en service en 1982 avec le ministère des Pêches et Océans Canada, en poste à la Bedford Institute of Oceanography (en) (BIO), à Dartmouth, en Nouvelle-Écosse. En 1995, afin de réduire le nombre de navires et de combiner plusieurs tâches, les flottes de Pêches et Océans et de la Garde côtière canadienne ont été fusionnées sous la Garde côtière canadienne.

## Historique
Le navire de recherche a été construit pour le compte du ministère des Pêches et des Océans en 1982 par Ferguson Industries Limited dans son chantier à Pictou, en Nouvelle-Écosse. Le navire est entré en service en août 1982,. Il a été baptisé en l'honneur du biologiste marin des pêches canadiennes, Alfred Needler, ancien sous-ministre de Pêches et Océans, a mis au point une méthode permettant de dénombrer précisément le poisson, à partir de petits relevés,.
En 1995, afin de combiner les tâches, l'administration et la réalisation d'économies en navires et en fonds, les flottes de Pêches et Océans et de la Garde côtière canadienne ont été fusionnées sous le commandement de la Garde côtière canadienne. Alfred Needler s'est vu attribuer le nouveau préfixe NGCC. Le navire est basé à Dartmouth, en Nouvelle-Écosse, bien qu’il côtoie souvent la Bedford Institute of Oceanography (en). Il est l'un des nombreux navires de recherche sur les pêches exploités par le gouvernement du Canada pour surveiller les stocks de poissons migrateurs dans l'Atlantique Nord. Alfred Needler est utilisé par le Canada et l'Organisation des pêches de l'Atlantique nord-ouest (OPANO) pour mener des enquêtes sur les pêches ; en tant que tel, il conserve la configuration d'un chalutier commercial, bien que ses cales à poisson soient converties en espace de laboratoire. Les échantillons collectés sont utilisés pour étudier la population et la santé de diverses espèces de la vie marine.
Alfred Needler a été victime d'un incendie dans la salle des machines le 30 août 2003. Il n'y a pas eu de victime, mais le navire a subi des dommages de 1,3 million de dollars. En septembre 2009, le ministère des Pêches et des Océans a annoncé des invitations à des contrats pour le remplacement de plusieurs navires de recherche de la Garde côtière, dont le NGCC Alfred Needler . 
En juillet 2016, Alfred Needler a découvert l'épave d'un navire alors qu'il chalutait au large de la Nouvelle-Écosse. Le navire effectuait une enquête annuelle sur le Georges Bank (en) pour le compte du ministère des Pêches et des Océans. Alfred Needler a entrepris un réaménagement de 558 000 $ au chantier naval de St. John's à Saint-Jean de Terre-Neuve, à Terre-Neuve-et-Labrador, en janvier 2018. Il était prévu que l'opération de réaménagement soit achevée dans six semaines le 14 février, mais des travaux supplémentaires en acier ont repoussé cette date à avril. Le NGCC Teleost devait remplacer Alfred Needler lors du relevé des pêches effectué par le ministère des Pêches et des Océans au large de la côte sud de la Nouvelle-Écosse à la fin du mois de mars. Lors du relevé estival annuel des pêcheries sur le plateau néo-écossais en 2018, le navire a connu plusieurs pannes critiques liées à la mission, obligeant à l'annulation du relevé. C’est la première fois en 48 ans que l’enquête n’est pas complétée. Teleost a été utilisé pour compléter une version abrégée de l'enquête.

### Note et référence
1. ↑  « Alfred Needler (7907104) », sur miramarshipindex.nz (consulté le 4 avril 2020)
2. ↑  Saunders 2004, p. 102.
3. ↑  Maginley 2003, p. 257.
4. 1 2  « Research Vessels » [archive du 4 avril 2003], Bedford Institute of Oceanography, 2001
5. ↑  Maginley et Collin 2001, p. 119.
6. ↑  « Offshore Fisheries Science Vessel and Offshore Oceanographic Science Vessel: Joint Solicitation of Interest and Qualifications » [archive du 12 septembre 2009], Canadian American Strategic Review, septembre 2009

- (en) Cet article est partiellement ou en totalité issu de l’article de Wikipédia en anglais intitulé « CCGS Alfred Needler » (voir la liste des auteurs).